# Guido d'Arezzo
Guido d'Arezzo, Guiu d'Arezzo, Guido Aretinus, Guido da Arezzo o Guido Monaco (Arezzo, la Toscana (o potser a Codigoro o a Ferrara), 991/992 – Arezzo (o potser en el monestir di Fonte Avellana?), després de 1033) fou un teòric de la música medieval. Fou el creador de la notació musical moderna o solfeig, que reemplaçà el sistema de notació neumàtic, i per això se'l considera el pare de la música occidental. El seu text Micrologus esdevingué el segon tractat de música més estès en l'edat mitjana després dels escrits de Boeci. És venerat com a beat per l'Església catòlica.

## Biografia
Guido d'Arezzo era un monjo benedictí de la ciutat italiana d'Arezzo, on segurament va néixer. Segons estudis recents, el seu Micrologus data del 1025 o el 1026. Com que reconeix en una carta que tenia 34 anys quan el va escriure, podem suposar que Guido nasqué pels voltants del 991 o del 992. Els primers anys d'estudi els passà a l'abadia de Pomposa, a la costa adriàtica prop de Ferrara. Mentre fou allà, va copsar la dificultat que els cantants tenien per recordar els cants gregorians. Per aquest motiu inventà un mètode per ensenyar als cantants a aprendre cants en poc temps, que ràpidament esdevingué famós arreu del nord d'Itàlia. Tanmateix, l'hostilitat dels altres monjos de l'abadia el va forçar a anar-se'n cap a Arezzo, una ciutat sense abadia però que tenia un grup nombrós de cantants que podrien aprofitar el seu mètode.
Mentre estigué a Arezzo, desenvolupà noves tècniques d'ensenyament, incloent-hi el tetragrama (precursor immediat del pentagrama) i la notació musical basada en l'hexacord de l'escala diatònica, amb 6 notes en cada octava, a les quals va anomenar ut, re, mi, fa, sol i la (la nota si no es feia servir perquè en relació al fa origina el diabolus in musica). Els noms d'aquestes notes és la primera síl·laba de cada hemistiqui dels 3 primers versos de l'himne Ut queant laxis, que Pau el Diaca dedicà a sant Joan Baptista:
UT queant laxis REsonare fibris
MIra gestorum FAmuli tuorum,
SOLve polluti LAbii reatum,
Sancte Ioannes.
(Perquè els teus serfs puguin exaltar amb veu forta les meravelles dels teus miracles, perdona els mancaments dels llavis impurs, Sant Joan).
A finals del segle xvii la primera nota es va començar a anomenar do perquè ut, en ser una síl·laba tancada, fa de mal pronunciar, sobretot en el cant (el canvi s'atribueix al musicòleg toscà Giovanni Battista Doni (c. 1593 – 1647) que decidí anomenar-la amb la primera síl·laba del seu cognom, tot i que segons altres seria la primera del mot llatí Dominus (= senyor); avui dia la denominació ut ja només es fa servir a vegades en francès i en partitures de cant gregorià). La setena nota de l'escala (si), es va afegir a l'hexacord molt posteriorment i fou Anselm de Flandes (segle xvi) qui en va crear el nom unint les inicials de sant Joan (Sancte Ioannes), mots que formen el quart i darrer vers de l'himne de Pau el Diaca.
Probablement aquest mètode està basat en el seu treball fet a de l'abadia de Pomposa, però l'antifonari que hi escrigué s'ha perdut. El Micrologus, escrit a la catedral d'Arezzo, conté el mètode d'ensenyament de Guido tal com el va desenvolupar en aquell temps. Aviat aquest text cridà l'atenció del papa Joan XIX, que invità Guiu a venir a Roma. Probablement hi anà el 1028, tot i que aviat hagué de tornar-se'n cap a Arezzo a causa de la seva pobra salut. A partir d'aquest fet ja no se'n sap res més, llevat que l'antifonari perdut probablement fou acabat el 1030.
En el mètode de Guido, el simple dibuix d'unes línies permetia al lector de saber exactament a quina altura de l'escala musical s'havia de cantar la nota que hi havia dibuixada, en passar d'una escala relativa (necessària per a recordar a quina altura són les notes) a una escala absoluta.
Sigebrtus Gemblacensis (c. 1105) va descriure com Guido feia servir les articulacions de la mà per ajudar a l'aprenentatge del seu hexacord.

## Traduccions de Guido
- El compositor i musicòleg alemany Michael Hermesdorff traduí el segle xix el seu Micrologus a l'idioma alemany.

## Galeria de fotografies

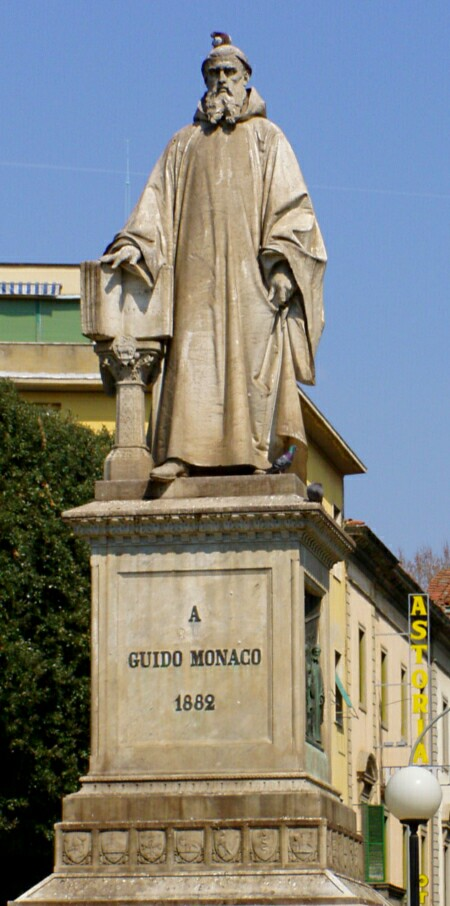
Monument a Arezzo
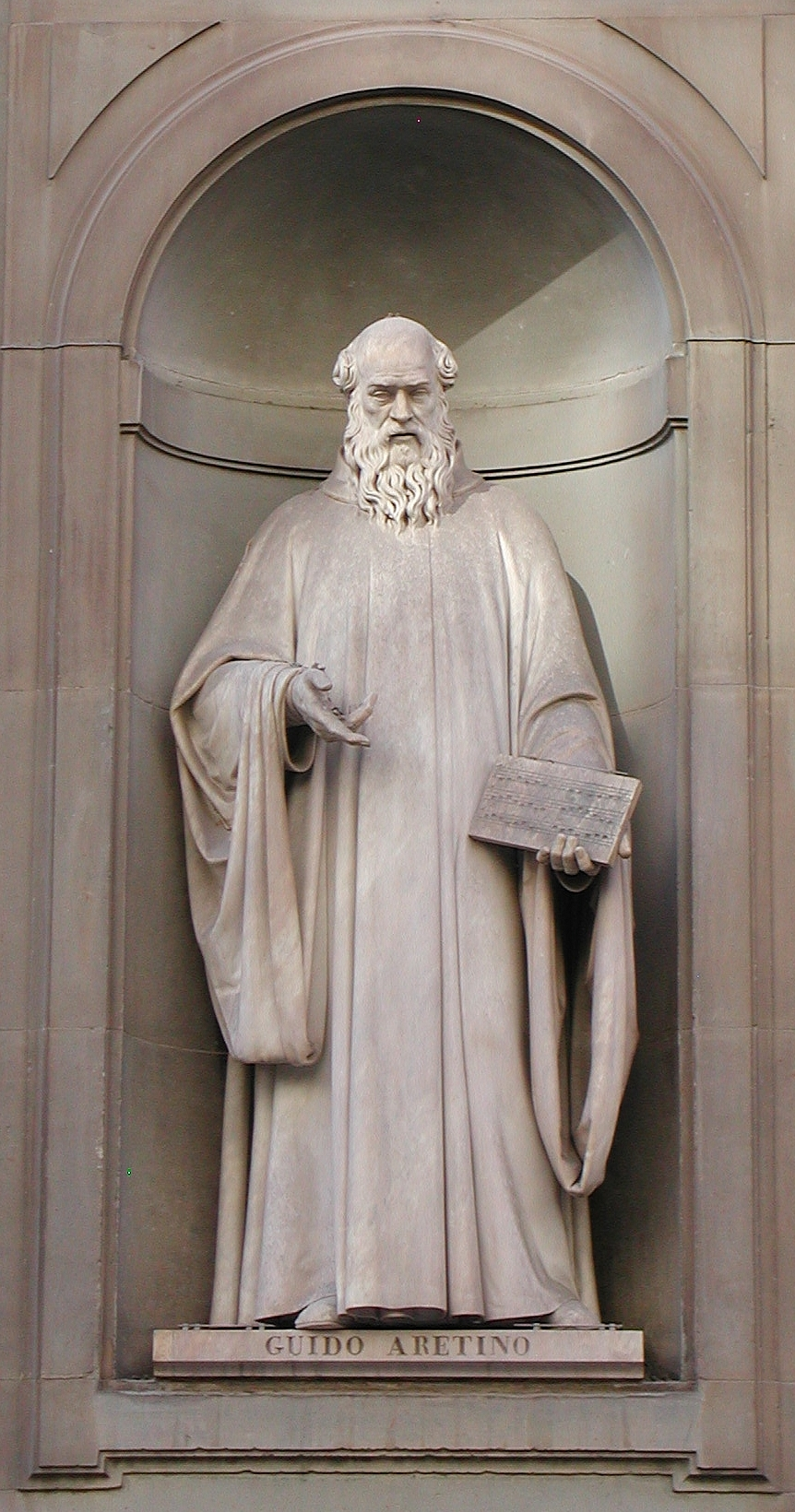
Estàtua per Lorenzo Nencini, s. XIX (Florència, Uffizi)
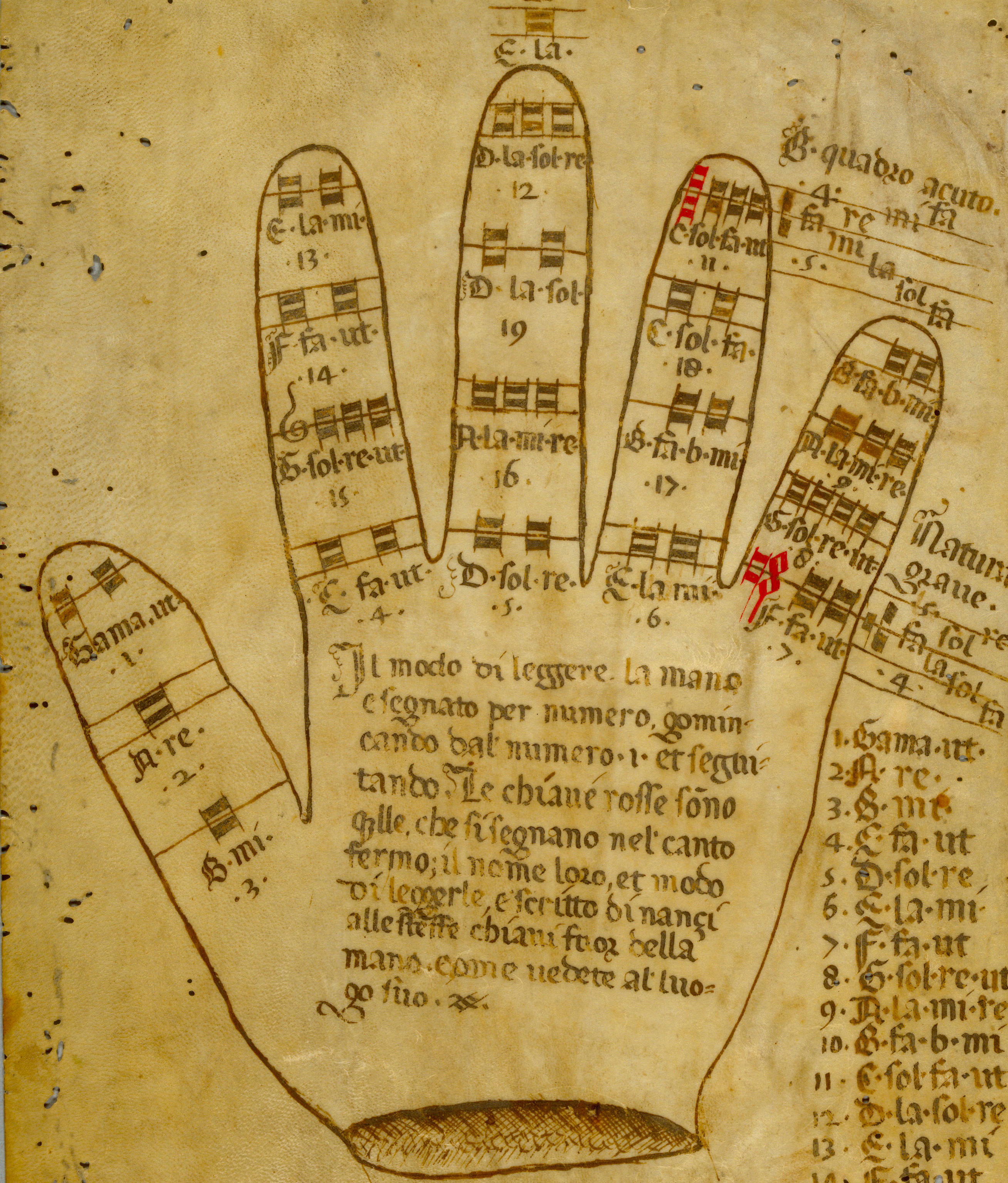
Mà de Guido, manuscrit del s. XV, de Màntua (Oxford University MS Canon. Liturg. 216. f.168 recto)
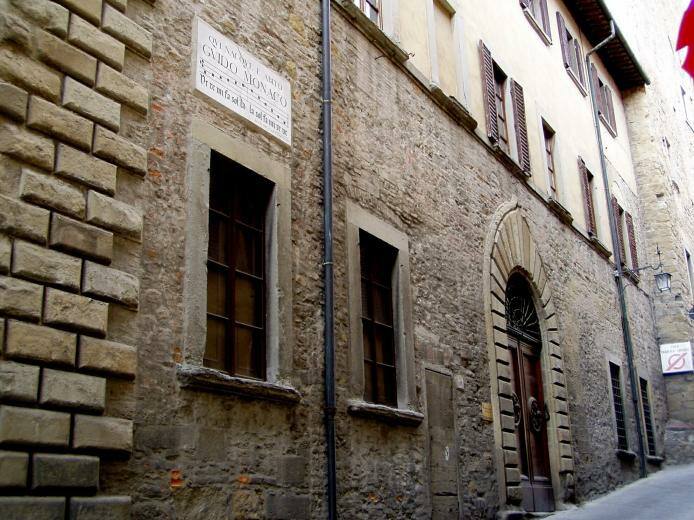
Casa natal de Guido d'Arezzo, a Arezzo